# Sapatilha

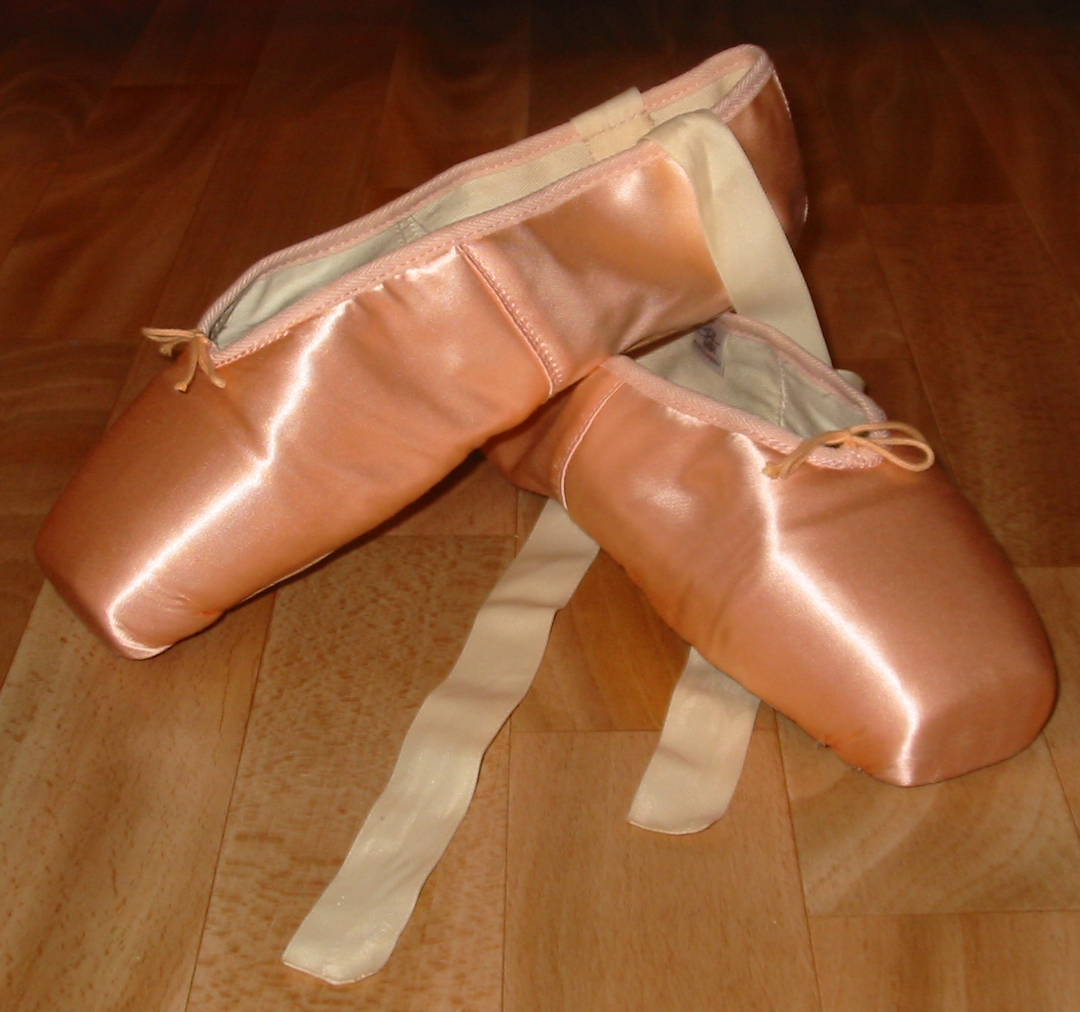
Sapatos de balé.

Sapatilha refere-se a um tipo de calçado que pode ser utilizado para realizar a prática de desportos ou com uma utilização mais citadina ou casual.
Sapatilha é diminutivo de sapato, e pode designar diversos tipos de calçados:
- Sapato desportivo - Em Portugal, sapatilha é o termo usado no Norte e no Algarve, sendo apelidado de "ténis" no resto do Sul do país; o mesmo calçado é denominado chuteira, quando se trata de futebol;
- Sapatilha de ciclismo - Calçado específico para uso em pedais clip-in (ou clipless).
- Sapato feminino - flexível, macio e de sola fina. Chamado «sapatilha» em Brasil e «sabrina» em Portugal;
- Calçado especial utilizado por escaladores - possui uma sola de borracha muito aderente, visando maior destreza ao subir na rocha.

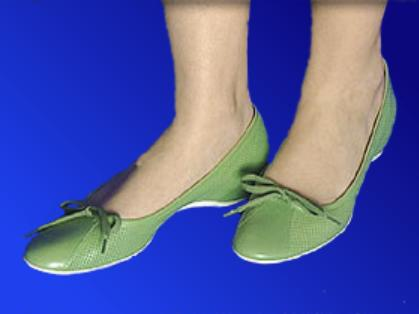
Sabrinas feminina.

- ou sapato utilizado para praticar artes marciais como kung fu

Também pode significar:
- Botão de couro colocado na ponta de uma espada, para evitar que ela fira alguém;
- Peça de ferro com que os fulistas recalcam os chapéus para dar ao pêlo unidade e consistência.
- Pequeno circulo, feito de espuma, que faz acomodação entre as chaves e o corpo de vários instrumentos de sopro. Como a flauta transversal e o saxofone.